# Europa Senior Challenge Tour
De Europa Senior Challenge Tour is in 2008 opgericht en vormt een Challenge Tour voor de Europese Senior Tour. Spelers die de leeftijd van 47 hebben bereikt, mogen meedoen. Ook spelers die zich niet hebben gekwalificeerd voor de Senior Tour, L An niet via de Tourschool.
Gemiddeld worden er tien toernooien per jaar gespeeld. Het is duidelijk dat de Tour zich moet ontwikkelen.
Bekende spelers die op de ledenlijst staan/stonden zijn Mark Mouland en Kevin Dickens.